# Бучеджі
Бучеджі (рум. Munții Bucegi) — гірський масив, що розташований в центральній  Румунії неподалік від міста Брашов і є частиною Південних Карпат. Також їх іноді називають Трансильванські Альпи. Найвища точка масиву — гора Ому (2505 м), що лише на 39 метрів нижче найвищої гори Румунії — Молдовяну (2544 м) в горах Фегераш.

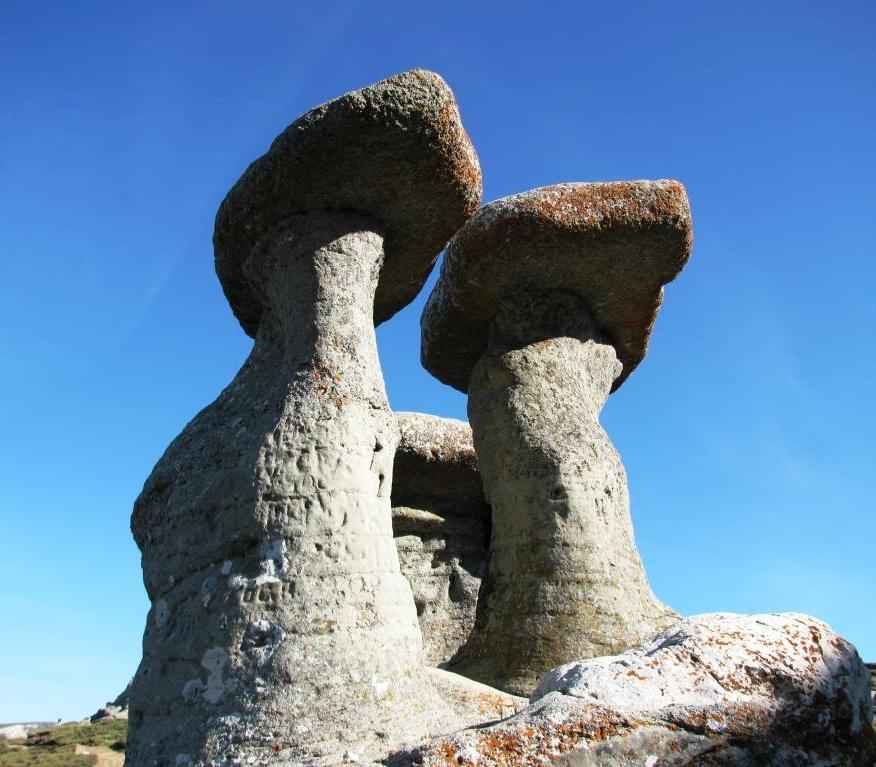
скелі Бабеле

Серед туристів Бучеджі популярний, перш за все, своїми незвичайними скельними виходами, що знаходяться на плато приблизно на висоті 2200 м. Своїми обрисами ці природні скельні утворення, що з'явилися внаслідок впливу ерозії пісковика і вапняку, нагадують різні фігури, наприклад відомий Бучеджський Сфінкс.
Інша група скель носить назву Бабеле (рум. Babele), що в перекладі з румунської означає «бабусі». Для збереження найвизначніші скелі масиву огороджені парканом. На інші ж туристи можуть підніматися для фотографування абсолютно безперешкодно.

## Клімат
Пасмо знаходиться у зоні, котра характеризується континентальним субарктичним кліматом. Найтепліший місяць — серпень із середньою температурою 6.7 °C (44 °F). Найхолодніший місяць — лютий, із середньою температурою -11.1 °С (12 °F).
| Клімат пасма Бучеджі (на висоті 2,5 км) | Клімат пасма Бучеджі (на висоті 2,5 км) | Клімат пасма Бучеджі (на висоті 2,5 км) | Клімат пасма Бучеджі (на висоті 2,5 км) | Клімат пасма Бучеджі (на висоті 2,5 км) | Клімат пасма Бучеджі (на висоті 2,5 км) | Клімат пасма Бучеджі (на висоті 2,5 км) | Клімат пасма Бучеджі (на висоті 2,5 км) | Клімат пасма Бучеджі (на висоті 2,5 км) | Клімат пасма Бучеджі (на висоті 2,5 км) | Клімат пасма Бучеджі (на висоті 2,5 км) | Клімат пасма Бучеджі (на висоті 2,5 км) | Клімат пасма Бучеджі (на висоті 2,5 км) | Клімат пасма Бучеджі (на висоті 2,5 км) |
| Показник                                | Січ.                                    | Лют.                                    | Бер.                                    | Квіт.                                   | Трав.                                   | Черв.                                   | Лип.                                    | Серп.                                   | Вер.                                    | Жовт.                                   | Лист.                                   | Груд.                                   | Рік                                     |
| Абсолютний максимум, °C                 | 3                                       | 3                                       | 7                                       | 10                                      | 15                                      | 17                                      | 18                                      | 20                                      | 17                                      | 16                                      | 8                                       | 5                                       | 20                                      |
| Середній максимум, °C                   | −7                                      | −8                                      | −4                                      | 0                                       | 3                                       | 6                                       | 8                                       | 9                                       | 6                                       | 3                                       | −1                                      | −6                                      | 1                                       |
| Середня температура, °C                 | −10                                     | −10                                     | −7                                      | −3                                      | 0                                       | 3                                       | 5                                       | 6                                       | 3                                       | 0                                       | −3                                      | −8                                      | 0                                       |
| Середній мінімум, °C                    | −13                                     | −13                                     | −11                                     | −6                                      | −2                                      | 1                                       | 3                                       | 3                                       | 0                                       | −2                                      | −6                                      | −10                                     | −4                                      |
| Абсолютний мінімум, °C                  | −32                                     | −32                                     | −27                                     | −20                                     | −13                                     | −10                                     | −3                                      | −6                                      | −12                                     | −16                                     | −23                                     | −32                                     | −32                                     |
| Норма опадів, мм                        | 70                                      | 90                                      | 60                                      | 90                                      | 120                                     | 150                                     | 140                                     | 90                                      | 70                                      | 50                                      | 60                                      | 90                                      | 1120                                    |
| Днів з дощем                            | 8                                       | 9                                       | 8                                       | 11                                      | 12                                      | 12                                      | 11                                      | 7                                       | 5                                       | 6                                       | 6                                       | 10                                      | 107                                     |
| Вологість повітря, %                    | 85                                      | 86                                      | 85                                      | 88                                      | 92                                      | 93                                      | 92                                      | 90                                      | 83                                      | 78                                      | 83                                      | 88                                      | 87                                      |
| --------------------------------------- | --------------------------------------- | --------------------------------------- | --------------------------------------- | --------------------------------------- | --------------------------------------- | --------------------------------------- | --------------------------------------- | --------------------------------------- | --------------------------------------- | --------------------------------------- | --------------------------------------- | --------------------------------------- | --------------------------------------- |
| Джерело: Weatherbase                    |                                         |                                         |                                         |                                         |                                         |                                         |                                         |                                         |                                         |                                         |                                         |                                         |                                         |